# Komisja Papierów Wartościowych i Giełd
Komisja Papierów Wartościowych i Giełd (KPWiG), do 1997 jako Komisja Papierów Wartościowych (KPW) – istniejący w latach 1991–2006 organ państwowy sprawujący nadzór nad przestrzeganiem reguł uczciwego obrotu i konkurencji w zakresie publicznego obrotu papierami wartościowymi i towarami giełdowymi oraz nad zapewnieniem powszechnego dostępu do rzetelnych informacji na rynku papierów wartościowych i rynku towarów giełdowych. KPWiG miała siedzibę w Warszawie. Zadania KPWiG w 2007 przejęła Komisja Nadzoru Finansowego.

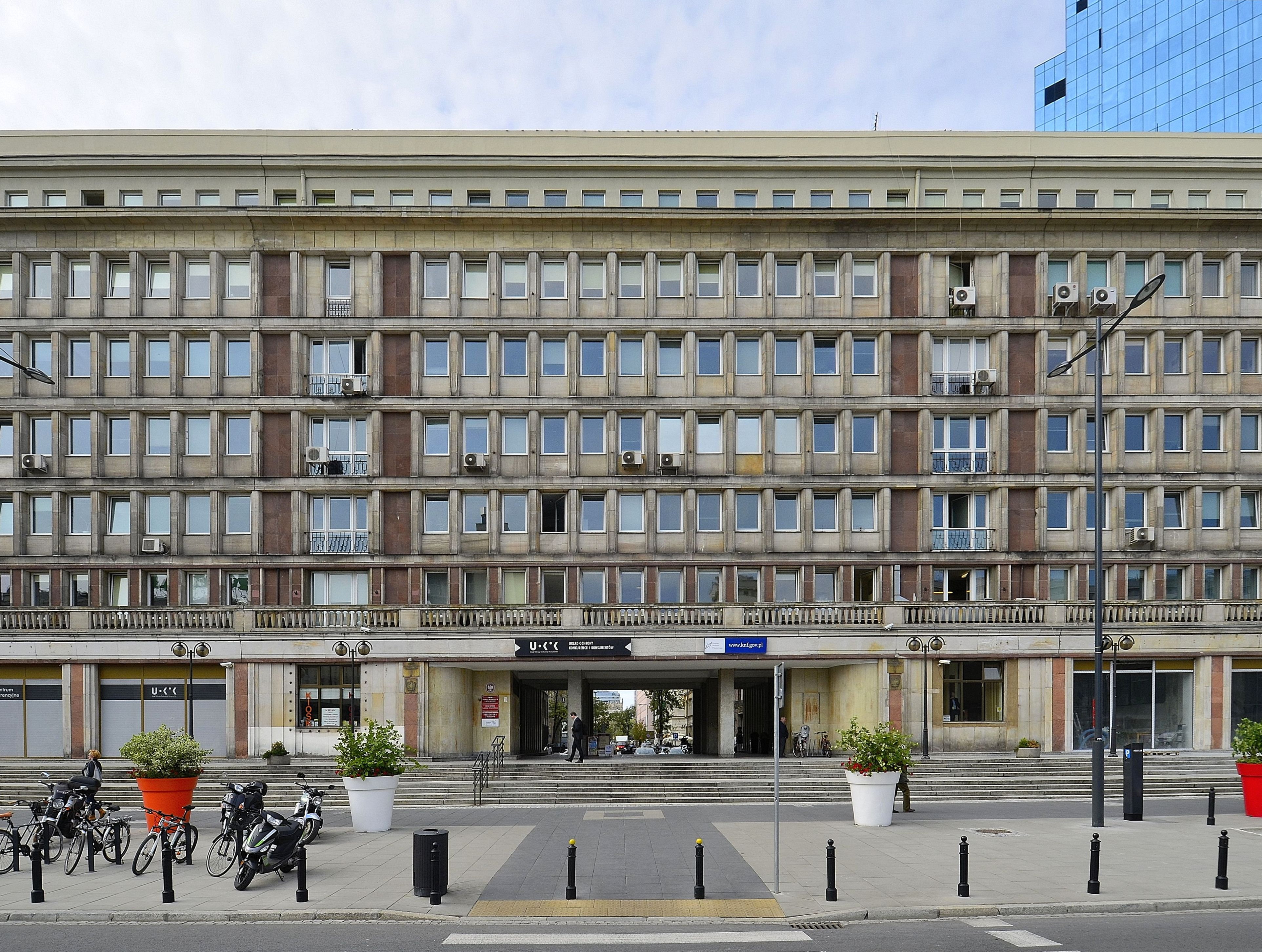
Dawna siedziba Komisji przy placu Powstańców Warszawy 1

## Historia
Komisja Papierów Wartościowych została utworzona 22 marca 1991 na mocy ustawy Prawo o publicznym obrocie papierami wartościowymi i funduszach powierniczych. Pierwsze posiedzenie Komisji, której przewodniczył Lesław Paga, odbyło się 3 czerwca 1991 roku.
Uchwalona 21 sierpnia 1997 roku ustawa Prawo o publicznym obrocie papierami wartościowymi rozszerzyła kompetencje Komisji o nadzór nad giełdami towarowymi. Później, do chwili zlikwidowania Komisji, podstawę prawną jej działalności określała ustawa o nadzorze nad rynkiem kapitałowym z dnia 29 lipca 2005 r. Inne kompetencje, które przysługiwały Komisji zostały umieszczone m.in. w ustawie o obrocie instrumentami finansowymi z dnia 29 lipca 2005 r. oraz w ustawie o ofercie publicznej i spółkach publicznych z dnia 29 lipca 2005 r.
W dniu 19 września 2006 r., tj. z dniem wejścia w życie przepisów ustawy z dnia 21 lipca 2006 r. o nadzorze nad rynkiem finansowym (Dz.U. z 2025 r. poz. 640) rozpoczęła działalność Komisja Nadzoru Finansowego (KNF). Nowy organ nadzoru przejął zadania zniesionej przepisami tejże ustawy Komisji Nadzoru Ubezpieczeń i Funduszy Emerytalnych oraz Komisji Papierów Wartościowych i Giełd.

## Zadania
Zgodnie z art. 13 ust. 1 ustawy Prawo o publicznym obrocie papierami wartościowymi do zadań Komisji należały:
1. sprawowanie nadzoru nad przestrzeganiem reguł uczciwego obrotu i konkurencji w zakresie publicznego obrotu oraz nad zapewnieniem powszechnego dostępu do rzetelnych informacji na rynku papierów wartościowych;
2. sprawowanie nadzoru nad wypełnianiem przez domy maklerskie i banki prowadzące działalność maklerską oraz zagraniczne osoby prawne, o których mowa w art. 52 ust. 2, prowadzące działalność maklerską na terytorium Rzeczypospolitej Polskiej, wymogów dotyczących ich sytuacji finansowej oraz dotyczących posiadania przez osoby zarządzające tymi podmiotami lub kierujące działalnością maklerską prowadzoną przez te podmioty odpowiedniego doświadczenia zawodowego i dobrej opinii związanej z pełnionymi funkcjami;
3. inspirowanie, organizowanie i podejmowanie działań zapewniających sprawne funkcjonowanie rynku papierów wartościowych oraz ochronę inwestorów;
4. współdziałanie z innymi organami administracji rządowej, Narodowym Bankiem Polskim oraz instytucjami i uczestnikami publicznego obrotu w zakresie kształtowania polityki gospodarczej państwa zapewniającej rozwój rynku papierów wartościowych;
5. upowszechnianie wiedzy o zasadach funkcjonowania rynku papierów wartościowych;
6. przygotowywanie projektów aktów prawnych związanych z funkcjonowaniem rynku papierów wartościowych;
7. podejmowanie innych działań przewidzianych przepisami ustawy.

## Skład
- Przewodniczący Komisji:
  - 1991–1994: Lesław Paga
  - 1994–2004: Jacek Socha
  - 2004–2006: Jarosław H. Kozłowski[3]
- Zastępca Przewodniczącego Komisji – Paweł Pelc
- Zastępca Przewodniczącego Komisji – Witold Pochmara
- Przedstawiciel Ministra Finansów – Cezary Mech
- Przedstawiciel Ministra Skarbu Państwa – Paweł Szałamacha
- Generalny Inspektor Nadzoru Bankowego
- Prezes Urzędu Ochrony Konkurencji i Konsumentów
- Przedstawiciel Przewodniczącego Komisji Nadzoru Ubezpieczeń i Funduszy Emerytalnych